# 결혼 7년
《결혼 7년(結婚七年)》은 1998년 2월 2일부터 1998년 6월 27일까지 방영된 한국방송공사 2TV 아침드라마로, 결혼 7년차 부부의 권태기 속에서 서로의 사랑을 확인하는 이야기를 담았다.
한편, IMF 시대에 어울리지 않는 내용을 다루어 비난을 받기도 했으며, 낮은 완성도와 저조한 시청률로 고전을 면치 못했다.
아울러, 출연진 중의 한 명이었던 송나영은 해당 작품을 끝으로 99년 결혼과 함께 연기활동을 접었다.

## 등장 인물
- 전인화
- 천호진
- 이낙훈
- 김용림
- 전양자
- 김영기
- 나영희
- 변우민
- 김화영
- 이효정
- 김금용
- 전광렬
- 안영주
- 최정훈
- 한범희
- 문회원
- 박영지
- 신성균
- 정요숙
- 김광영
- 최정민
- 조성규
- 박현정
- 김흥기
- 김기복
- 강신조
- 이주화
- 송나영
- 손종범
- 손현승
- 이순재
- 장미자
- 조양자
- 정종준
- 이승원
- 유금란
- 서현수
- 김미라
- 윤지숙
- 강우경
- 구자미
- 이칸희
- 강경헌
- 김애란
- 서동수
- 김진국
- 김준수
- 박철
- 서지희 (아역)
- 김대진 (아역)